# 大平龍一
大平龍一（おおひらりゅういち、1982年 - ）は、日本の彫刻家、現代美術家。学位は博士（美術）（東京芸術大学・2011年）。現代美術ギャラリーNANZUKA  UNDERGROUND所属。

## 概要
東京都生まれ。2011年に東京芸術大学大学院修了。2005年、「SICF 6th」SPIRALにて森美術館館長南條史生賞を受賞。2006年、安宅賞を受賞。2008年、東京国際映画祭で使用されたTOYOTA Earth Grand Prixトロフィーを制作。シェアオフィスHAPON新宿創設者の1人。2020年以前は木彫を中心に金色が特徴の作品を発表していた。2022年現在はフルーツをモチーフにした木彫や青色を特徴にした作品を多く発表している。

## 経歴
1982年、東京都生まれ。2001年私立市川中学校・高等学校、2006年東京芸術大学美術学部彫刻専攻卒業。学士（美術）の学位を取得。2008年東京芸術大学美術研究科彫刻専攻修士課程修了。修士（美術）の学位を取得。2011年東京芸術大学美術研究科彫刻専攻博士後期課程修了。博士（美術）の学位を取得。

## 人物・作品
大平は自身のホームページで以下の様に記している。「私は彫刻を作りはじめたとき、垂直的に構築的に密度を上げてモノをつくることを学んだ。けれどそんなことには何も意味はなかった。世界は曖昧でいい加減で、ただ上も下もなく漂うモノゴトがあるだけなんだと近年思う。皆は秩序とか基準とか大きな流れとか、そういったものによって世界に線を引かされて、安心したり扱いやすく分類している。実は自分たちが振り回されたり淘汰してしまって見えなくなってしまった多くの次元みたいのがその線のすぐ近くにあるのではないだろうか。」。
一枚板に畳の目を5ヶ月彫り続け作った「御景」という作品がある。2012年、山形県鶴岡市の美術館「鶴岡アートフォーラム」にて開催された個展において、40万枚の5円玉を使った五円の滝を作った。「滝やろう」と称される五円玉に打たれるワークショップが開催されている。2019年、京都に開業したアートホテルBna Alter Museum内に、部屋中に五円玉を貼り付けた部屋「goen no ma」をデザイン制作している。
。雑誌『自遊人』が営む宿「里山十帖」エントランスに大型作品「FUKUKODUCHI」が設置されている。大型ショッピングセンター「ならファミリー」に高さ4mのらくだの彫刻「TAKARAKUDA」が設置されている。ならファミリーのホームページからはこの彫刻を360°眺めることが可能である。ラッパー環ROYのアルバム「なぎ」収録作品「Offer」のミュージックビデオのディレクターを三嶋章義、横山大介、環ROYと共にしている。　かなりの車好きで自身の改造した愛車がインスタグラムに度々登場する。また、ランボルギーニが逆さまになった姿をモチーフにした本棚の作品など、車をモチーフとした作品を数多く制作している。
2017年に愛車トヨタGX71クレスタの投稿が一度だけされ、放置されていたインスタグラムの投稿が2019年11月から再開されている。
なお、この愛車は街道レーサーというジャンルに属し、いわゆる暴走族が乗っている類の車であった。サスクワァッチファブリックス 2017-18年秋冬コレクションにもイメージとして起用されている。現在の愛車はJZX81マーク2。自身のインスタグラムのストーリーにも度々登場しているが2021年に湾岸線走行中に事故の報告、車の上に立った写真をインスタグラム内で公開している。2021年通称ブタケツ と呼ばれる２代目日産ローレルを愛車としてSNSなどで紹介されている。お笑いコンビのバットボーイズの佐田正樹とはローレルを通した親交がある。 2023年、91年式シボレーカマロに乗る姿がインスタグラムに度々投稿されたが、その後見られず2024年の投稿では1968年式フォルクスワーゲンタイプ1をベースにしたBAJABUG(バハバグ)が愛車となっている。
2018年10月5日から原宿「FANZA×#FR2@#FR2 GALLERY 2」にて企画個展「48」を期間限定開催。
2019年12月、友人作家の石井亨（友禅染）、小畑多丘（彫刻家）、山田周平（現代美術家）らと共に現代美術家グループ「黒帯アナコンダ」「KUROOBIANACONDA」を結成。以降日本及び海外にて毎年展覧会を行なっている。
2020年7月1日(水) ～ 2020年7月13日(月) に開催された個展「pineapple」にて発表された作品の一つに《servant もしくはパイナップル置き》という購入者に一生涯に渡って毎月１個パイナップルが届くという作品がある。こちらの作品は販売済み。三越コンテンポラリーでの販売価格は250万円（税込）であった。
2021年渋谷パルコ内 2G TOKYOにて開催した展覧会「The Yellow Portal」に合わせて作業服を主に製造する株式会社「寅壱」とコラボレーションをし、大平自身が学生時代から愛用している同社商品の「超超ロング」と「アーミーベスト」発表している。寅壱では鳶商品のカタログにもモデルとして大平が登場している。
SOFVIPPLEというパイナップルをモチーフとしたソフビ人形を制作販売している。同商品は全て完売している。ソフビクリエイター「NAGNAGNAG」とのコラボレーション商品など様々なバージョンが存在する。
2021年7月、NANZUKA UNDERGROUNDで開催された個展「SYNDROME」展覧会のオープニングでチェンソーを使ったパフォーマンスを敢行した。バットボーイズの佐田正樹がYoutube内でその場に居合わせた感想を述べている。 佐田正樹との親交は度々見受けられ、Youtubeチャンネル、SATAbuilder's内にて大平が佐田チェンソーアートの先生として登場している。
2024年4月、PARCO主催、NANZUKAキュレーションによってウォルト・ディズニー及びルーカスフィルムとコラボレーション。スター・ウォーズをモチーフとした展覧会STAR WARS EXHIBITION±”PASSION STRENGTH POWER“。に参加。渋谷PARCO正面玄関前とスペイン坂前広場に大型の木彫パブリックアートを設置発表している。

## 主な展覧会

### 個展
- 「SYNDROME」NANZUKA UNDERGROUND、東京（2022年）
- 「The Yellow Portal」2G Tokyo & 3110NZ、東京、日本（2021年）
- 「CAR BONE DRAGON」銀座 蔦屋書店、東京、日本
- 「pineapple」三越コンテンポラリーギャラリー、東京（2020年）
- 「Rhizome」ギャラリー月極、東京（2019年）
- 「「48」]、#FR2 GALLERY2、東京
- 「Ryuichi Ohira - Sculpture & Paintings」Galerie Vera Munro、ハンブルク、ドイツ（2015年）
- 「大平博士と驚異の部屋」GALLERY DE ROOM 702、大阪（2015年）
- 「絶景」NANZUKA、東京（2014年）
- 「ぼうけんやろう」鶴岡アートフォーラム、山形（2012年）
- 「凸凹出雲ノスゝメ」手銭記念館、島根（2010年）

### グループ展
- 「Art Basel Hong Kong」Nanzuka、香港（2022年）
- 「Group show “for TZ”」 NANZUKA UNDERGROUND、東京、日本（2022年）
- 「KUROOBIANACONDA 04 TEMPURA」Sokyo Lisbon、京都、東京（2022年）
- 「Prism」NANZUKA UNDERGROUND、東京、日本（2021年）
- 「Art Basel Hong Kong」NANZUKA、香港（2021年）
- 「KUROOBIANACONDA 03 SANMAIOROSHI」TEZUKAYAMA GALLERY、大阪、日本（2021年）
- 「POP-ING NANZUKA at AKI Gallery」AKI Gallery、台北、台湾（2021年）
- 「ART OSAKA」大阪市中央公会堂、大阪、日本（2021年）
- 「KUROOBIANAKONDA01WAGIRI」花園アレイ、東京（2020年）
- 「KUROOBIANAKONDA01KIRIMI」銀座GSIX Artgloreux、東京（2019年）
- 「COLORED NOISE for 8/02/ CUBE」ヒカリエ、東京（2014年）
- 「よりしろプロジェクト2013」上賀茂神社、京都（2013年）
- 「アートママの休日」SPIRAL、東京（2011年）
- 「アートの力」SPIRAL、東京（2011年）
- 「アーティストinレジデンス東海さるく」リバーパル五ヶ瀬川、宮崎（2011年）
- 「Immemorial Foreseeing」Fellini Gallery、中国上海（2010年）
- 「続・続・続展」市田邸、東京（2009年）
- 「Paradigm,Paradise - Japanese Contemporary Art Exhibition」Soka Art Center、台湾、中国（2009年）
- 「掌9」レントゲンヴェルケ ラディウム、東京（2009年）
- 「アトリエの末裔あるいは未来展」旧平櫛田中邸、東京（2009年）
- 「gg Lock Festival」BankART Studio NYK、横浜（200年）
- 「続・続展」市田邸、東京
- 「ラントシャフト」レントゲンヴェルケ ラディウム、東京（2007年）
- 「25×4=□」東京画廊、東京（2007年）
- 「BTAP-Works in progress5周年記念展」BTAP、北京、中国（2007年）
- 「SICF 7th」SPIRAL、東京（2006年）
- 「Uplink Market」渋谷PARCO Part-1、東京（2006年）
- 「ながのアート万博」善光寺、長野（2006年）

### その他
- 「アートバーゼル2016」バーゼル、スイス（2016年）
- 「アートケルン2016」ケルン、ドイツ（2016年）
- 「アートバーゼル2015」バーゼル、スイス（2015年）
- 「アートケルン2015」ケルン、ドイツ（2015年）
- 「アートステージシンガポール2014」、シンガポール（2014年）